# Operação Kerch-Eltigen
A operação Kerch-Eltigen (em russo:  Керченско-Эльтигенская операция, transl. Kerchensko-Eltigenskaia Operatsiya, em ucraniano:  Керченсько-Ельтигенська операція, transl. Kerchensvko-Elvtyhensvka operatsia) foi uma operação anfíbia travada entre 31 de outubro e 11 de dezembro de 1943 entre o Exército Vermelho (o exército da União Soviética) e as tropas da Alemanha e da Roménia durante a Segunda Guerra Mundial com o objetivo de atacar as forças do Eixo em Eltigen (atual Geroyevskoye, distrito da cidade de Querche) e forçar a retirada do Eixo de Querche. As tropas do Exército Vermelho desembarcaram em praias ao norte de Yeni-Kale e a sul de Eltigen, na costa leste da Crimeia, mas um contra-ataque do Eixo em Eltigen conseguiu expulsar os soviéticos. Posteriormente, o Exército Vermelho usou as áreas conquistadas perto de Yeni-Kale para lançar novas operações ofensivas na Crimeia em maio de 1944.

## Antecedentes
Após a derrota e a retirada das tropas alemãs e romenas da península de Taman durante a operação Novorossiysk-Taman no outono de 1943, o Eixo reforçou a defesa da península de Querche, explodindo partes de um teleférico e de uma ponte inacabada e estabelecendo campos minados no estreito de Querche.
Sucessos soviéticos na Batalha do Dniepre isolaram o 17º Exército alemão na Crimeia, embora as forças do Eixo ainda fornecessem forças pelo mar Negro. O 17º Exército controlava o V Corpo de Exército no norte, composto pela 98ª Divisão de Infantaria e cerca de dez unidades e comandos independentes. O XLIX Corpo de Montanha defendia o istmo de Perekop no norte e o III Corpo de Montanha romeno defendia as áreas sul e sudeste da Crimeia, com um reforço de baterias/operadores de artilharia antiaérea e 45 canhões de assalto. O Generaloberst Erwin Jaenecke e o major-general Corneliu Teodorini estavam no comandando das forças do Eixo. Nos portos de Querche, Kamysh-Burun, Kiik-Atlama e Teodósia, os alemães tinham 36 embarcações de desembarque, 37 barcos torpedeiros, 25 embarcações de patrulha e 6 varredores de minas (com o início dos desembarques soviéticos, cerca de 60 embarcações de desembarque adicionais foram realocados para esses portos).
A sede do Alto Comando Supremo aprovou o plano para a operação de desembarque em 13 de outubro de 1943. O plano da operação previa o desembarque simultâneo pela Flotilha Militar de Azov de três divisões do 56º Exército na área a nordeste de Querche (a direção principal) e pela Frota do Mar Negro de uma divisão do 18º Exército (Comandante K. N. Leselidze) na área da vila de Eltigen (direção auxiliar). Depois de capturar as duas cabeças de ponte, as tropas deveriam tomar a parte oriental da península de Querche, incluindo os portos de Querche e Kamysh-Burun por ataques em direções convergentes e manter uma cabeça de ponte com vista para a ofensiva subsequente da Crimeia.

## Preparativos

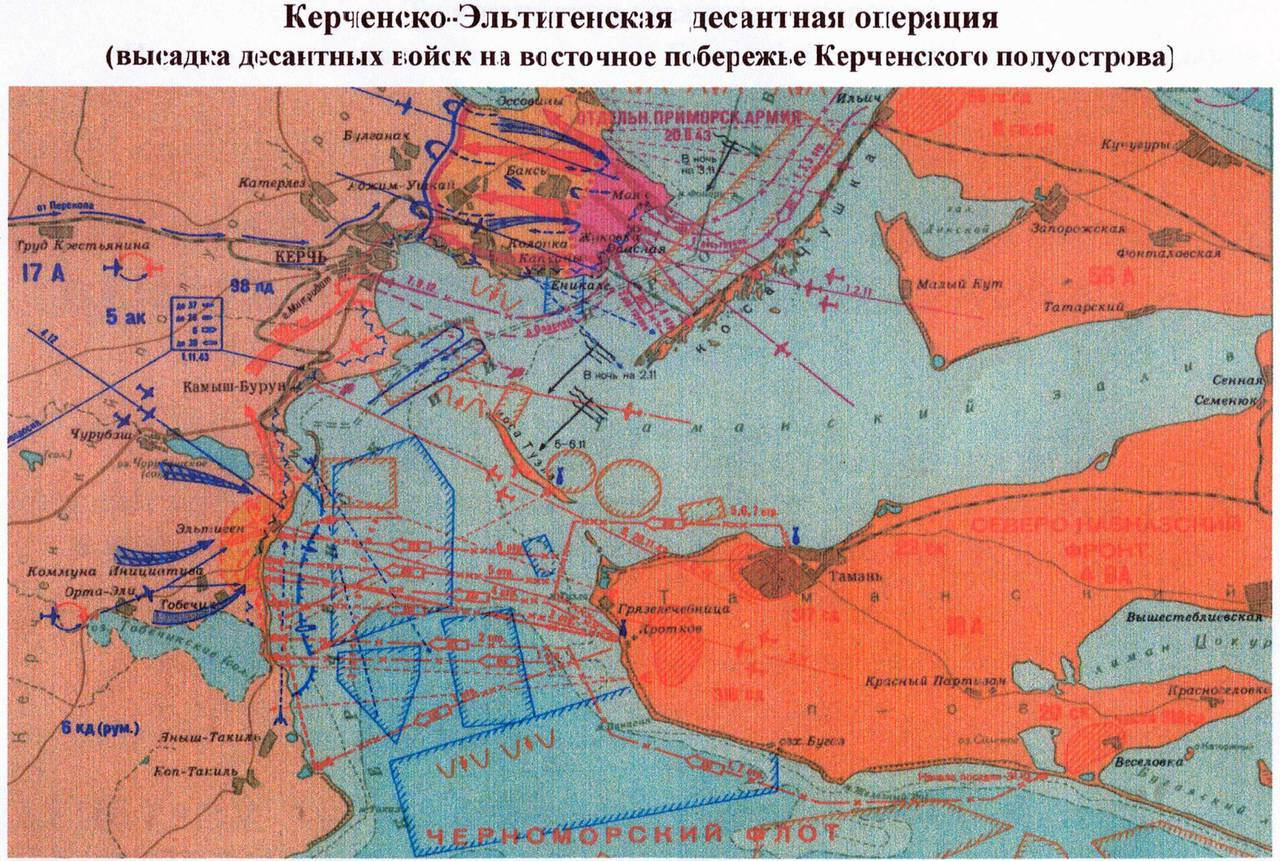
Diagrama da operação

A direção geral da operação foi confiada ao comandante da Frente do Cáucaso Norte, coronel-general Ivan E. Petrov, e ao comandante da Frota do Mar Negro, vice-almirante Lev A. Vladimirsky. O posto de comando de Petrov estava localizado em uma floresta perto da vila de Krymskaya. Não mais do que duas semanas foram dadas para se organizar a operação. Durante este tempo, perto do litoral da antiga fortaleza da Fanagoria, foi criado um modelo das fortificações alemãs na área de Eltigen. Aqui as tropas foram treinadas para atacar as "fortificações" na costa.
Em Ilyich, foi colocado o posto de comando dianteiro da Flotilha Militar de Azov. Da península de Chushka quando está bom tempo, todo o estreito é visível até ao litoral de Querche. Nas posições a oeste de Taman e na península de Tuzla, 47 artilharias costeiras da base naval de Novorossiysk foram instaladas e artilharia de grande calibre do exército foram colocadas. A operação Kerch-Eltigen envolveu cerca de 150 000, mais de 2 000 canhões e morteiros, 125 tanques, 119 barcos de várias classes, 159 embarcações auxiliares e mais de 1 000 aeronaves do 4º Exército de Defesa Aérea (214ª Sombra) e da aviação da Frota do Mar Negro.
Os soviéticos decidiram seguir o sucesso da operação Novorossiysky-Taman, organizando dois desembarques na costa leste da Crimeia como uma preparação para a retomada de toda a península da Crimeia. O principal desembarque e ataque foi planeado para o norte de Yeni-Kale, perto de Querche e o ataque ao sul para a pequena cidade de Eltigen. O desembarque foi liderado pelo comandante da Flotilha Militar de Azov, contra-almirante Sergey G. Gorshkov, e o comandante da base naval de Novorossiysk, contra-almirante Georgy N. Kholostyakov, na direção auxiliar.
As tropas do Eixo na península de Querche tinham uma força de cerca de 85 mil soldados e oficiais do V Corpo de Exército do 17º Exército Alemão, além de artilharia, tanques e aviação. A península tinha três linhas de defesa com uma profundidade de até 80 quilómetros. O estreito raso de Querche e os seus acessos foram densamente minados, e principalmente por minas profundas, que são difíceis de arrastar.

## Ofensiva soviética

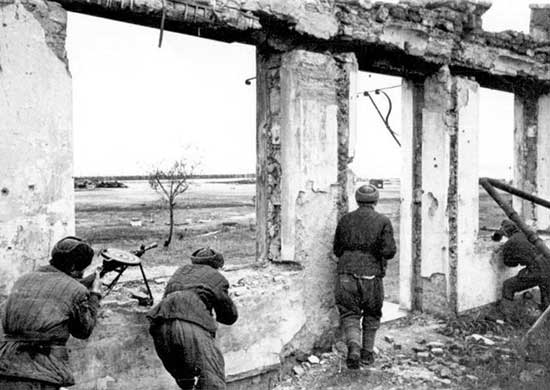
Soldados soviéticos nos arredores de Querche

Na noite 31 de outubro de 1943, as tropas soviéticas partiram em direção à Crimeia em navios e embarcações do porto de Taman, bem como de complexos de atracação especialmente organizados na área de Krotki. Durante a operação, os torpedeiros do tipo G-5 foram ativamente usados como embarcação de desembarque. A força de desembarque foi colocada em tubos de torpedos, e foram construídas tábuas nos bordos do navio para aumentar a capacidade de soldados. Além disso, foram utilizados mais de 150 barcos civis disponíveis (escalares, batelões, escunas de pesca, etc.).
Devido a uma forte tempestade, a força do 56º Exército não conseguiram desembarques em tempo hábil em Querche. Apesar do mau tempo e dos mares agitados, os soviéticos conseguiram desembarcar a 318ª Divisão de Rifles do 18º Exército e o 386º Batalhão de Infantaria Naval em Eltigen na madrugada de 1 de novembro e conseguiram repelir com sucesso o contra-ataque das forças romenas, estabeleceram uma cabeça de ponte de 10 km² na praia. O desembarque foi caracterizado pelo uso ad hoc de embarcações navais de todos os tipos e pela perda da organização de formação diante do mau tempo e da escuridão. Durante a noite de 1 para 2 de novembro, mais 3 270 soldados, 4 canhões, 9 morteiros, 24,7 toneladas  de munições e materiais foram transportados para a área de Eltigen.
Na noite de 3 de novembro, mais de 4 400 soldados do 56º Exército soviético (desembarcaram unidades da 2ª e 55ª Divisão de Rifles da Guarda, e da 32ª Divisão de Rifles), desfrutaram do apoio de artilharia em massa de posições na península de Taman e estabeleceram uma cabeça de ponte firme na praia em Yeni-Kale, que o V Corpo de Exército Alemão e a 3ª Divisão de Montanha romena foram incapazes de empurrar de volta para o mar devido à concentração das principais forças em Eltigen. Em 11 de novembro, os soviéticos tinham desembarcado 27.700 soldados em Yeni-Kale e conquistado uma cabeça de ponte que se estendia desde o mar de Azov até os arredores de Querche. Entre as unidades de reforço estava a 383ª Divisão de Rifles, que desembarcou em 7 de novembro, e a 339ª Divisão de Rifles, que atravessou ao longo do 6 a 8 de novembro. Em 4 de dezembro, os soviéticos tinham desembarcado 75 000 soldados, 582 canhões, 187 morteiros, 128 tanques, 764 caminhões, e mais de 10 000 toneladas de munições e material em Yeni-Kale.

## Contra-ataque do Eixo em Eltigen
Embora o Exército Vermelho tenha conseguido desembarcar o 335º Regimento de Rifles da 117ª Divisão de Guardas para reforçar a cabeça de ponte em Eltigen, eles foram incapazes de empurrar mais do que 2 km para o interior, uma situação piorou quando as forças alemãs conseguiram estabelecer um bloqueio naval em torno dos desembarques com embarcações leves da 3ª Flotilha Minesweeper que operava perto de Querche, Kamysh-Burun e Teodósia. Os soviéticos tentavam abastecer a cabeça de ponte durante a noite, resultando em encontros navais de curta distância, porém a entrega de suprimentos era completamente insuficiente. As tentativas soviéticas de reabastecimento aéreo foram interditadas pela Luftwaffe.
As forças do Eixo cercaram a cabeça de ponte por cinco semanas antes de atacarem em 6 de dezembro. Durante o ataque, a 6ª Divisão de Cavalaria romena fez ataques de desvio do sul, enquanto tropas do Corpo de Montanha romeno apoiadas por canhões de assalto atacaram do oeste. Em 7 de dezembro, o exército na cabeça de ponte colapsou e os romenos levaram 1.570 prisioneiros e contabilizaram 1 200 baixas soviéticas a um custo de 886 homens para si mesmos. Os romenos também capturaram 25 canhões antitanque e 38 tanques.

### Batalha do monte Mitrídates
Durante o colapso de cabeça de ponte em Eltigen, cerca de 820 tropas soviéticas conseguiram ir para o norte na tentativa de alcançar Yeni-Kale, ocupando o monte Mitrídates e derrotando posições de artilharia alemãs lá. O comandante do 56º Exército ordenou que a Flotilha Militar de Azov desembarcassem a 83ª Brigada de Fuzileiros Navais na praia ao largo do Monte Mitrídates. Nas noites seguintes, desembarcaram 780 soldados, três canhões antitanque e 6 morteiros. Isso alarmou o General Jaenecke, já que o ataque tinha o potencial de romper a frente alemã em Yeni-Kale. Jaenecke comprometeu a 3ª Divisão de Montanha romena a um contra-ataque contra as tropas soviéticas. No entanto, em 9 de dezembro, o comandante do 46º Exército ordenou a evacuação das tropas da área do monte Mitrídates e na noite seguinte, 1 080 tropas foram evacuadas para a aldeia Opasnoe na praia de Yeni-Kale pela Flotilha de Azov sob o comando do contra-almirante Sergey Gorshkov. Em 11 de dezembro, os romenos recapturaram o monte Mitrídates, onde levaram 600 prisioneiros e contabilizaram 450 baixas.

## Desfecho e consequências
A operação Kerch-Eltigen foi uma das maiores operações anfíbias da Frente Oriental. Diante de fortes reforços alemães, os soviéticos se contentaram em reforçar a cabeça de ponte em Yeni-Kale. Em 4 de dezembro, os soviéticos tinham desembarcado 75 000 soldados, 582 canhões, 187 morteiros, 128 tanques, 764 caminhões, e mais de 10 000 toneladas de munições e material em Yeni-Kale. Os soviéticos conseguiram empurrar os alemães cerca de 9 km para o interior e para os arredores de Querche, mas não conseguiram avançar em Eltigen.
Embora as tropas soviéticas não tenham conseguido libertar a península de Querche, a operação Kerch-Eltigen foi de grande importância, pois forças alemãs significativas recuaram em Perekop com o início da ofensiva da Crimeia e tiveram de abandonar a intenção de contra-atacar as tropas que avançavam da 4ª Frente Ucraniana e posteriormente evacuar toda a península da Crimeia em maio de 1944. A ponte capturada de Querche foi reconstruída e usada durante a libertação da Crimeia em abril de 1944.

## Legado
- Os asteroides 2216 Kerch e 2217 Eltigen descoberto em 1971 por Tamara Smirnova, foram nomeado em homenagem a esta operação.[20]